# Stereoautograf

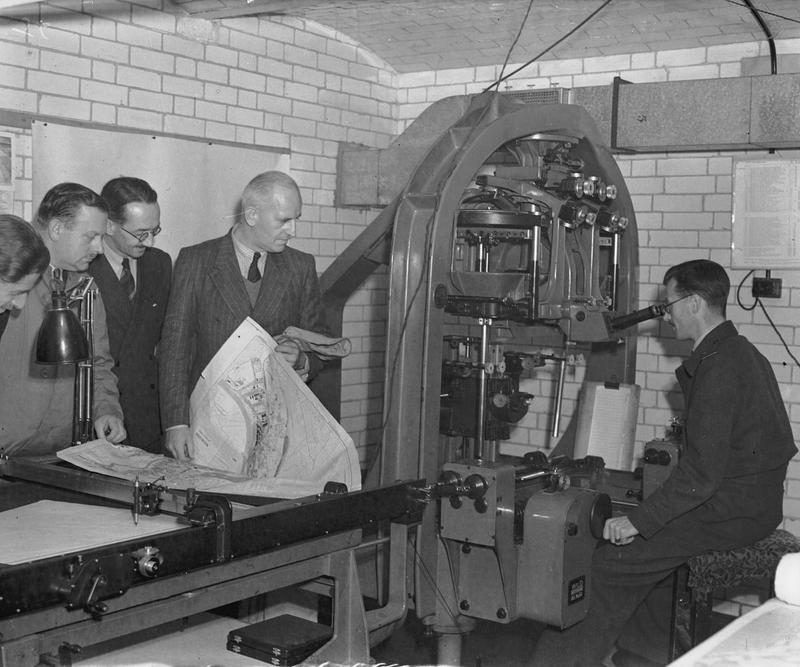
Stereoautograf Wild A5

Der Stereoautograf (auch Stereoautograph) ist ein komplexes Messinstrument zur stereoskopischen Auswertung von zwei sich teilweise überdeckenden Luftbildern. Es vereinigt(e) höchste Präzision (im Bereich von Tausendstel Millimeter) mit teilweiser Automatisierung des Messvorgangs.
Der Beobachter legt die auszuwertenden Luftbilder (traditionell meist Fotoplatten mit Abmessungen von 21 × 21 cm) unter zwei mechanisch verbundene Messmikroskope. Während er mit Messspindeln und zwei Fadenkreuzen das Gelände stereoskopisch (d. h. unter räumlichem Seheindruck) abfährt, registriert der Autograf durch mechanisch nachgebildete Sehstrahlen sowohl die Lagekoordinaten als auch die Höhe der Topografie bzw. der eingestellten Gelände- oder Objektpunkte. Zuvor muss mittels Passpunkten die Geometrie des jeweiligen Bildpaares (innere und äußere Orientierung) modelliert werden.

## Messungen zur Herstellung von Landkarten
Für die Basisdaten von Landkarten wird die räumliche Messung auf den Luftbildern (nach erfolgter Orientierung) auf fünf Arten durchgeführt: 
- Abfahren der auf den Luftbildern sichtbaren Linienstrukturen, insbesondere Verkehrswege, Gewässer und markante Geländekanten
- Anfahren der Ortschaften und ihrer Umrisse,
- Anfahren der Einzelpunkte wie große Kirchen, andere große Gebäude, Brücken, Hochspannungsmasten, Bildstöcke usw.
- Herstellung der Höhenlinien, indem der Beobachter bei konstanter Höheneinstellung (siehe Parallaxe) mit der Messmarke am Gelände entlangfährt,
- wichtige Höhenpunkte wie Gipfel, Sattelpunkte, Mulden.

## Zur Geschichte der Stereografen
Die ersten Stereografen für die Photogrammetrie wurden 1907 von Eduard von Orel entworfen. Ab 1909 wurde das Gerät von der Firma Carl Zeiss in Deutschland als „Orel-Zeiss'scher Stereoautograph“ gebaut. Ab den 1950er Jahren, als die Möglichkeiten moderner Vermessungs- und Bautechnik auch die Bedeutung der Aerotriangulation steigen ließ, wurden sehr komplexe Instrumente gebaut, die halbautomatische Messverfahren (Geländeprofile, Höhenlinien usw.) erlaubten, einen Platzbedarf von bis zu mehreren Quadratmetern hatten und den Anschluss von Nebengeräten wie Lochstreifen-Stanzer oder Plotter ermöglichten.
Am bekanntesten wurden die Bauserien der Schweizer Firma Wild-Heerbrugg (Großgeräte A7 und A8, sowie handbetriebene Tischgeräte wie den B8). In den 1990er Jahren begann sich die Digitalfotografie auch in der Bildmessung durchzusetzen, was einerseits die Möglichkeit kleinerer Bauweise mit sich brachte, andererseits die analytische Photogrammetrie zu höchsten Genauigkeiten und breiten Anwendungen weiterführte.